# Großsteingrab Glasow (Vorpommern)
Das Großsteingrab Glasow war eine mögliche megalithische Grabanlage der jungsteinzeitlichen Trichterbecherkultur bei Glasow im Landkreis Vorpommern-Greifswald (Mecklenburg-Vorpommern). Es lag vermutlich 1,7 km südwestlich der Kirche von Glasow am Rand der Randow-Niederung, kurz vor der Landesgrenze zu Brandenburg. An dieser Stelle fand R. Let 1986 einen großen Schälchenstein, bei dem es sich wohl ursprünglich um einen Deck- oder Wandstein eines Großsteingrabes gehandelt hat. Der Stein wurde kurz darauf in eine aufgelassene Kiesgrube geschoben und zugeschüttet. Weitere Funde sind nicht bekannt. Am gegenüberliegenden Ufer der Randow befinden sich die Großsteingräber bei Wollschow und Bagemühl.